# Коцебу (Аляска)
Коцебу́ (англ. Kotzebue, эским.: Qikiqtaġruk) — город на Аляске, административный центр и крупнейший населённый пункт боро Нортуэст-Арктик. Население по данным переписи 2010 года составляет 3201 человек.

## История
Имеются археологические свидетельства, что эскимосы-инупиаты жили на месте современного Коцебу как минимум с XV века. Из-за своего выгодного географического положения населённый пункт всегда был важным центром торговли для всего региона. С приходом торговцев, китобоев, золотоискателей и миссионеров торговля ещё больше расширяется. Изначально Коцебу был известен как Qikiqtaġruk, что означает на языке эскимосов «большой остров». Современное название получил по заливу Коцебу, а тот был в свою очередь назван в честь российского мореплавателя Отто Евстафьевича Коцебу.
Американское почтовое отделение появилось здесь в 1899 году. Город был инкорпорирован 14 октября 1958 года.
В 1981 году город был награждён премией All-America City Award (с англ. — «Всеамериканский город») присуждаемой Национальной гражданской лигой, которую неофициально называют «Нобелевской премией за конструктивное гражданство» и которая выдается за активную гражданскую позицию жителей некорпоративных сообществ Соединённых Штатов в жизни местного самоуправления. 
2 сентября 2015 года президент США Барак Обама выступил в Коцебу по поводу изменения климата, став первым действующим президентом страны, посетившим город, лежащий за Полярным кругом.

## География и климат

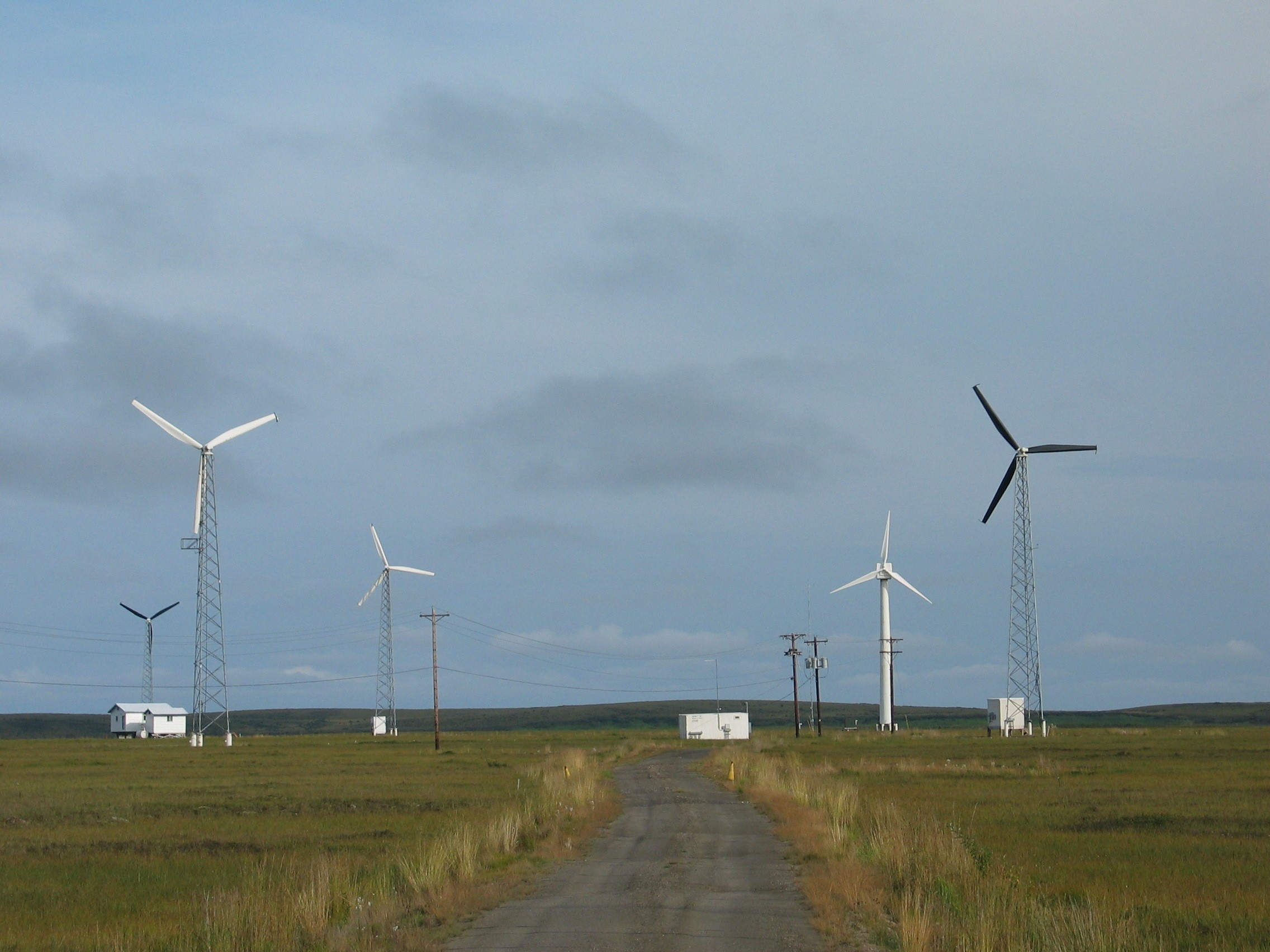
Ветряная электростанция в Коцебу

По данным Бюро переписи населения США площадь населённого пункта составляет 74,2 км², из них суша составляет 69,9 км², а водные поверхности — 4,3 км². Расположен на гравийной косе вблизи северной оконечности полуострова Болдуин, на берегу залива Коцебу. Находится примерно в 53 км к северу от Северного полярного круга.
Коцебу характеризуется засушливым субарктическим климатом с длинной очень холодной зимой и коротким прохладным летом. Средние месячные температуры изменяются от −19,7 °C в феврале до 12,6 °C — в июле. Среднегодовая температура составляет −5,7 °C. Имеется в среднем лишь 5 дней за лето, когда температура поднимается выше 21 °C. Средний годовой уровень осадков составляет 257 мм, около 60 % из которых выпадают в период с июля по октябрь.

## Население
По данным переписи 2000 года население города составляло 3082 человека, было 889 домашних хозяйств и 656 семей. Расовый состав: коренные американцы — 71,19 %; белые — 19,47 %; азиаты — 1,82 %; афроамериканцы — 0,32 %; уроженцы островов Тихого океана — 0,06 %; представители других рас — 0,78 % и представители двух и более рас — 6,36 %. Латиноамериканцы всех рас составляли 1,17 %.
Доля лиц в возрасте младше 18 лет — 39,8 %; от 18 до 24 лет — 8,5 %; от 25 до 44 лет — 30,4 %; от 45 до 64 лет — 17,2 % и старше 65 лет — 4,1 %. Средний возраст населения — 26 лет. На каждые 100 женщин приходится 102,0 мужчин. На каждые 100 женщин в возрасте старше 18 лет приходится 104,5 мужчин.
Из 889 домашних хозяйств в 50,4 % — воспитывали детей в возрасте до 18 лет, 46,1 % представляли собой совместно проживающие супружеские пары, 17,4 % — женщины без мужей, 26,1 % не имели семьи. 19,3 % от общего числа хозяйств на момент переписи жили самостоятельно, при этом 2,0 % составили одинокие пожилые люди в возрасте 65 лет и старше. В среднем домашнее хозяйство ведут 3,40 человек, а средний размер семьи — 3,93 человек.
Средний доход на совместное хозяйство — $57 163; средний доход на семью — $58 068. Средний доход на душу населения — $18 289. Примерно 9,2 % семей и 13,1 % населения проживали за чертой бедности.
Динамика численности населения города по годам:
| 1930 | 1940 | 1950 | 1960 | 1970 | 1980 | 1990 | 2000 | 2010 |
| ---- | ---- | ---- | ---- | ---- | ---- | ---- | ---- | ---- |
| 291  | 372  | 623  | 1290 | 1696 | 2090 | 2751 | 3082 | 3201 |

## Транспорт
Город обслуживается аэропортом имени Ральфа Вайена. Имеются регулярные коммерческие рейсы в Анкоридж и в Ном.